# (6927) Tonegawa
(6927) Tonegawa (1994 TE1) – planetoida z pasa głównego asteroid okrążająca Słońce w ciągu 3,58 lat w średniej odległości 2,34 j.a. Odkryta 2 października 1994 roku.